# رایان مک‌کارتان
رایان جروم مک کارتان (متولد ۱۴ ژوئن ۱۹۹۳) یک بازیگر و خواننده آمریکایی است.

## زندگی شخصی
مک کارتان در اکسلسیور، مینسوتا متولد شد. پدر وی، کان مک کارتان، مدیر دبیرستان ادن پریری در ادن پریری، مینه سوتا بود، تا اینکه در سال ۲۰۱۸ بازنشسته شد و اکنون، در مرکز آموزش هنرهای پروپیچ در گلدن ولی، م.ن. تدریس می‌کند. رایان مک کارتان در دبیرستان مینیتونکا در مینتونکا، مینسوتا، حضور یافت و در آنجا در تئاتر و گروه کر فعالیت داشت.

مک کارتان دوستی بازیگر و خواننده داو کامرون را در اوت ۲۰۱۳ آغاز کرد. وی رسماً اعلام کرد کامرون در ۱۴ آوریل ۲۰۱۶، نامزد وی بود اما رابطه آنها در اکتبر ۲۰۱۶ پایان یافت. از سال ۲۰۱۷، او با یوتیوبر سامانتا فکت ملاقات می‌کند. در ۳۱ اکتبر ۲۰۱۶، مک کاران فاش کرد که از شش سالگی به دیابت مبتلا است.
در ۲۰۱۹، مک کارتان در مصاحبه ای اعلام کرد که اودر ۱۲ سالگی توسط یک مربی تئاتر از نظر جنسی مورد آزار قرار گرفته‌است.

## فیلم‌شناسی
| سال      | عنوان                                     | نقش             | یادداشت                 |
| -------- | ----------------------------------------- | --------------- | ----------------------- |
| ۲۰۱۵     | تابستان برای همیشه                        | لیام            |                         |
| ۲۰۱۵     | RL Stine's Monsterville: Cabinet of Souls | شکارچی          | فیلم مستقیم به دی وی دی |
| ۲۰۱۶     | شانس اما                                  | جیکوب مورفی     |                         |
| ۲۰۱۶     | حالت ایستاده                              | فارل بنت        |                         |
| ۲۰۱۸     | درمان ممنوعه                              | دکتر ماکس گرسون | فیلم کوتاه              |
| سال ۲۰۲۰ | F ** k اتفاق افتاد                        | اسکات رانسفورد  | تکمیل شد                |

| سال       | عنوان                         | نقش                        | یادداشت                               |
| --------- | ----------------------------- | -------------------------- | ------------------------------------- |
| ۲۰۱۱      | بسیار شریف                    | جف                         | فیلم تلویزیونی                        |
| ۲۰۱۳      | وسط                           | رایان                      | قسمت: "روز ولنتاین IV"                |
| ۲۰۱۳      | صبح دوشنبه                    | دانیل                      | قسمت: "افسانه و سقوط"                 |
| ۲۰۱۳–۲۰۱۷ | لیو و مدی                     | دیگی                       | تکرار نقش                             |
| ۲۰۱۴      | آخرین مرد ایستاده             | مت                         | قسمت: "اسلحه تیزر"                    |
| ۲۰۱۴      | Royal Pains                   | ویلیام "کینکو" فیلیپس پنجم | تکرار نقش (فصل ۶)                     |
| ۲۰۱۵      | آستین و آلی                   | بیلی                       | قسمت: "Duos & فریب"                   |
| ۲۰۱۶      | The Rocky Horror Picture Show | برد میجورز                 | فیلم تلویزیونی                        |
| ۲۰۱۷      | Midnight, Texas               | جرمی                       | قسمت: "سواران طوفان" و "باکره قربانی" |
| ۲۰۱۷      | Freakish                      | الیور                      | تکرار نقش                             |
| ۲۰۱۸      | عشق روزانه                    | دیلن                       | قسمت: "عشق و پنیر"                    |
| ۲۰۱۸      | شاهزاده رپ نبرد               | شکارچی عصبانی              | دیجیتال قسمت: "دوروتی در مقابل آلیس"  |

## تئاتر
| سال       | عنوان        | نقش       | یادداشت                       |
| --------- | ------------ | --------- | ----------------------------- |
| ۲۰۱۳–۲۰۱۴ | هدرز: موسیقی | جیسون دین | آف-برادوی در جهان جدید، مراحل |
| ۲۰۱۸      | خانه موت     | ادی کربین | کرک داگلاس تئاتر              |
| ۲۰۱۸–۲۰۱۹ | شرور         | فیرو      | برادوی در گرشوین تئاتر        |
| ۲۰۱۹      | اسکاتلند، PA | مک        | آف-برادوی در لورا پلز تئاتر   |
| ۲۰۲۰      | منجمد        | هانس      | برادوی در سنت جیمز تئاتر      |

## موسیقی

### آلبوم موسیقی متن فیلم
| عنوان                                                       | جزئیات آلبوم                                                                        |
| ----------------------------------------------------------- | ----------------------------------------------------------------------------------- |
| هدرز: موزیکال                                               | - منتشر شده: ۱۰ ژوئن ۲۰۱۴ - قالب: CD، بارگیری دیجیتال - برچسب: برچسب صدای زرد       |
| The Rocky Horror Picture Show: Let's Do the Time Warp Again | - تاریخ انتشار: ۲۱ اکتبر 2016 - قالب: بارگیری دیجیتال - برچسب: Ode Sounds & Visuals |